# Тересвянский деревообрабатывающий комбинат
Тересвянский деревообрабатывающий комбинат — промышленное предприятие в посёлке Тересва Тячевского района Закарпатской области Украины.

## История
После распада Австро-Венгрии Тересва осталась на территории Венгрии, но в апреле 1919 года её оккупировали румынские войска. В июне 1919 года их сменили чехословацкие войска и в дальнейшем селение оказалось в составе Чехословакии.
Географическое положение села способствовало развитию здесь лесозаготовок и в начале 1920-х годов здесь начали работу государственный лесопильный завод и две небольшие частные лесопилки. После того, как к Тересве была проложена узкоколейная железная дорога, на окраине селения был построен склад пиломатериалов.
После Мюнхенского соглашения 1938 года обстановка в Чехословакии осложнилась, 14 марта 1939 года была провозглашена независимость Словакии, и в этот же день венгерские войска перешли в наступление в Закарпатье, и Тересва оказалась в составе Венгрии. 
24 октября 1944 года селение заняли части 17-го гвардейского стрелкового корпуса РККА, здесь был избран Народный комитет, проведена инвентаризация, и в 1945 году в составе Закарпатья Тересва вошла в состав СССР.
В дальнейшем, лесопильный завод был национализирован. В соответствии с четвёртым пятилетним планом восстановления и развития народного хозяйства СССР (1945 - 1950 гг.) завод получил новое оборудование из Москвы, Еревана, Казани, Уфы, Ярославля и других городов, был реконструирован и расширен, и стал крупнейшим деревообрабатывающим предприятием на территории Закарпатской области. Производственные процессы были механизированы, и если в 1945 году завод произвёл валовой продукции на 356 тыс. рублей, то в следующие годы объемы производства увеличились. Для вывоза готовой продукции от комбината к железнодорожной станции Тересва были проложены подъездные пути.
В 1968 году стоимость произведённой комбинатом продукции составила 5,8 млн. рублей.
В 1969 году было завершено строительство и введён в строй корпус мебельного цеха.
По состоянию на 1969 год основной продукцией Тересвянского ДОК являлись деловая древесина и пиломатериалы, также производилась мебель. Продукция комбината поставлялась во все республики СССР и экспортировалась в ФРГ, Францию и Швейцарию.
В августе 1970 года Совет министров УССР принял решение о изменении номенклатуры выпускаемой продукции некоторых предприятий минлеспрома УССР - и с 1971 года комбинат был переведён на выпуск сборной мебели.
В целом, в советское время Тересвянский деревообрабатывающий комбинат треста "Закарпатлес" входил в число ведущих предприятий посёлка и Тячевского района.
После провозглашения независимости Украины государственное предприятие было преобразовано в открытое акционерное общество.